# Leucania extenuata
Leucania extenuata är en fjärilsart som beskrevs av Achille Guenée 1852. Leucania extenuata ingår i släktet Leucania och familjen nattflyn. Inga underarter finns listade i Catalogue of Life.